# Məhəmməd Abdullayev
Məhəmməd Abdullayev (también escrito como Mahammad Abdullayev; 6 de abril de 1999) es un deportista azerbaiyano que compite en boxeo.
Ganó dos medallas de bronce en el Campeonato Mundial de Boxeo Aficionado, en los años 2021 y 2023. En los Juegos Europeos de Cracovia 2023 consiguió una medalla de plata en la categoría de +92 kg.
Participó en los Juegos Olímpicos de Tokio 2020, ocupando el octavo lugar en el peso superpesado. Fue el abanderado de Azerbaiyán en la ceremonia de apertura de los Juegos Olímpicos de París 2024 junto con la judoka Gültac Məmmədəliyeva.

## Palmarés internacional
| Campeonato Mundial | Campeonato Mundial   | Campeonato Mundial | Campeonato Mundial |
| Año                | Lugar                | Medalla            | Categoría          |
| ------------------ | -------------------- | ------------------ | ------------------ |
| 2021               | Belgrado (Serbia)    | Medalla de bronce  | +92 kg             |
| 2023               | Taskent (Uzbekistán) | Medalla de bronce  | +92 kg             |
| Juegos Europeos    |                      |                    |                    |
| Año                | Lugar                | Medalla            | Categoría          |
| 2023               | Nowy Targ (Polonia)  | Medalla de plata   | +92 kg             |